# Pulversheim
Pulversheim je francouzská obec v departementu Haut-Rhin v regionu Grand Est. V roce 2014 zde žilo 2 929 obyvatel.

## Poloha obce
Sousední obce jsou: Ensisheim, Ruelisheim, Staffelfelden, Ungersheim, Wittelsheim a Wittenheim.

## Vývoj počtu obyvatel
Počet obyvatel